# BarlowGirl
BarlowGirl  fue una banda estadounidense de Rock Cristiano  de Elgin, Illinois.
La banda estuvo compuesta por las hermanas Alyssa Barlow (voz, bajo, teclados), Becca Barlow (coros
guitarra), y Lauren Barlow (voz, batería).  La banda ha ganado varios premios en su género, su canción "Never Alone", fue la de más larga duración como # 1 en el 2004 en Radio and Records Christian Hit Radio (CHR) y Christian Rock gráficos , y fue la "Canción del Año" en las dos listas. BarlowGirl se convirtió en el artista más pedido en los videos cristianos del 2004.
Su canción "I Need You Love Me" fue lanzada a finales de 2005. El sencillo rompió el récord en la lista de Christian Radio & Retail Weekly (CRW) Christian CHR, manteniendo el puesto # 1 durante 13 semanas consecutivas. BarlowGirl fue el segundo artista más escuchado de CHR de 2005 detrás de Sanctus Real.  "I Need You Love Me" también es la canción más tocada en la Radio Hit Cristiana en el 2006 . BarlowGirl fue elegido como el ganador, en enero del 2006, del Yahoo! 's Who's Next, después el público pudo ver el video de la canción. BarlowGirl también está entre los 12 artistas seleccionados para ser parte del primer volumen de la Shiny Big Planet [UP] que fue promovido por los estudios bíblicos y dado a conocer a nivel nacional a través de LifeWay Christian Stores en el 2007.  Las tres hermanas fueron embajadoras de la juventud para el Día Nacional de la Oración en el 2007.

## Primeros años

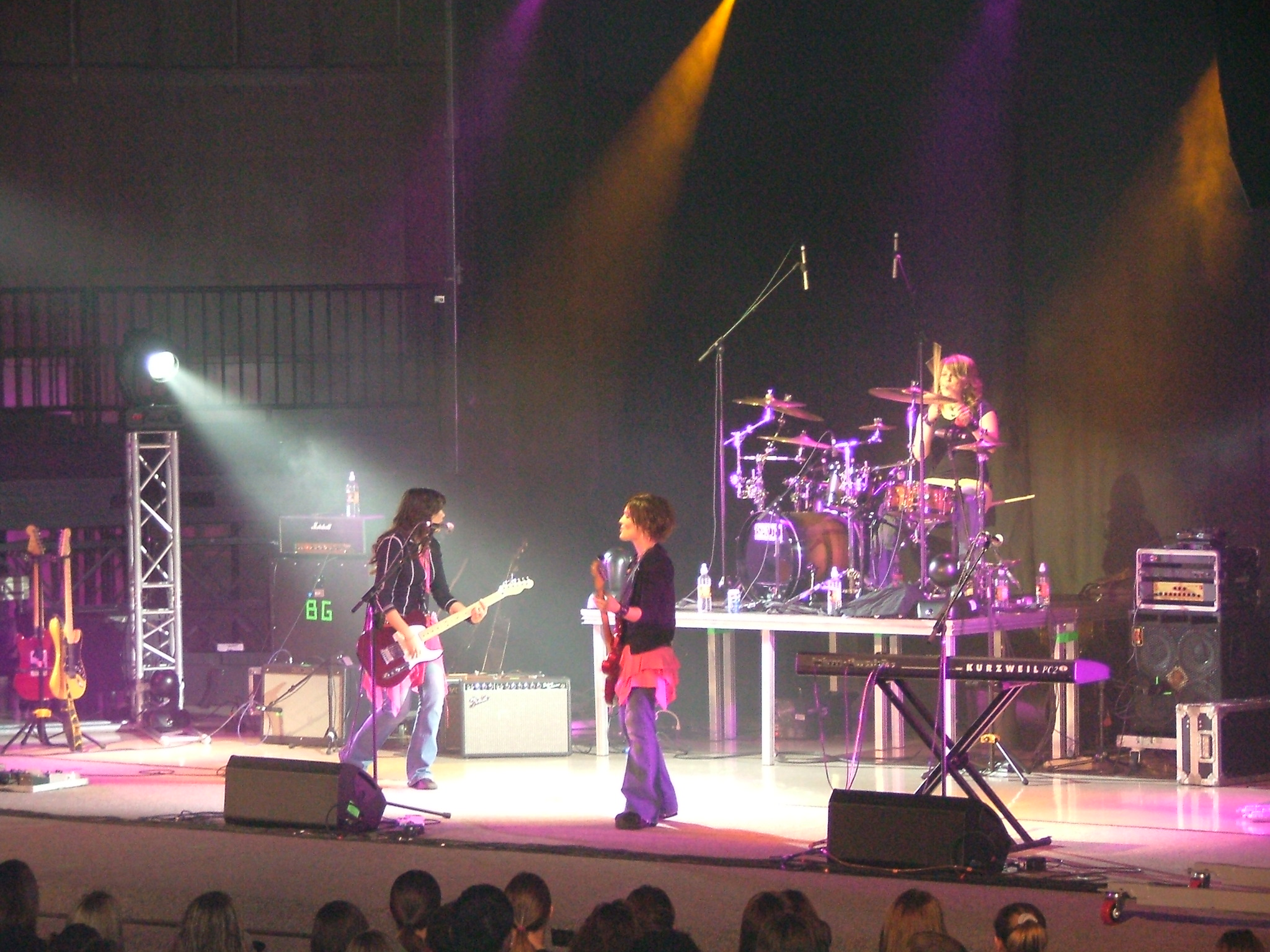
Barlowgirl en concierto.

El padre de las hermanas Barlow, Vince Barlow, grabó un CD de los jóvenes en su iglesia, Willow Creek Community Church en South Barrington, Illinois. Fue contratado para actuar en eventos en todo Estados Unidos . BarlowGirl comenzó a escribir canciones y a participar en sus actuaciones. El trío dejó la gira con su padre cuando Becca y Alyssa comenzaron la universidad, pero siguieron realizando conciertos cercanos. El trío había escrito una decena de canciones en 2002.
Las hermanas Barlow fueron invitadas a un viaje con todos los gastos pagos a la Asociación de Música Góspel en el seminario Rockies en Estes Park, Colorado, a mediados de 2002. Las hermanas no fueron informadas de que el seminario era un evento de la industria discográfica para artistas independientes, ni que se trataba de una competencia. Llegaron a la final del evento, así que las compañías discográficas se interesaron en las hermanas.
El nombre del grupo se hizo famoso antes de que el grupo lanzara su primer CD. El grupo Superchic, incluía una canción titulada "Barlow Girls" en su versión inicial, Karaoke Superstars, como un homenaje a las hermanas reales Barlow y esto efectivamente presentó a las hermanas en el mundo de la música.
Las hermanas firmaron con Fervent Records el 14 de octubre de 2003.

## BarlowGirl
BarlowGirl lanzó su primer álbum de estudio con el nombre de la banda "BarlowGirl" el 24 de febrero de 2004.  El álbum incluye la canción de más larga duración como número uno en el 2004 en la canción de R&R's CHR and CRW Rock, "Never Alone fue nombrado" del Año en cada una de estas gráficos. El CD vendió más de 250.000 unidades a abril de 2005, y se incluían los sencillos "Never Alone" y "Mirror". Estas canciones número uno hicieron el trío ganara cuatro premios, en el 2005 el premio Gospel Music Association (GMA) (anteriormente el Premio Dove), incluyendo el premio al Mejor Nuevo Artista, Mejor Canción de Rock y Álbum de Rock. El trío fue el nuevo artista cristiano más vendido del 2004. BarlowGirl en el 2006 recibió una nominación a los premios GMA para Rock / Canto Contemporáneo del Año por "Mirror". "Never Alone", fue también destacado en el CD de WOW Hits 2005. Este CD también incluyó un tema inédito titulado "Imagen", que los oyentes solo pueden encontrar al cargar el CD en su ordenador. Hasta la fecha, es la segunda pista en la que solo la hermana mayor, y el guitarrista Becca canta como solista. Ella canta la parte media de cada verso.
También hay una versión de la familia cristiana en exclusiva que contiene el bonus track, "We Pray", que, entre otros, también cuenta con artistas Mandisa, Jackson Waters, y Rebecca St. James.

## Another Journal Entry
Su segundo álbum, Another Journal Entry, fue lanzado el 27 de septiembre de 2005. [8] El álbum debutó en el número tres en la lista de álbumes cristianos SoundScan, y había llegado a ochenta y cinco en el Billboard's Top 200 Albums Chart actual el 10 de octubre de 2005. El trío fue nominado a otros tres premios GMA 2006 - "Grupo del Año", "Rock / Contemporáneo Álbum del Año", y "Canción de Rock Grabada del Año" por "Let Go".
El primer sencillo del álbum, "Let Go", fue una descarga gratis de la semana en iTunes. Su próximo sencillo del álbum, "I Need You Love Me", subió rápidamente al número uno en la cuenta regresiva del 22 de fin de semana en abril de 2006. El sencillo se aferró a la posición # 1 en el R & R Christian Hit Radio Chart durante 9 semanas, y el cristiano CRW Hit chart de radio para un récord de 13 semanas. [3] El sencillo fue la canción más tocada del 2006 en Radio Hit cristiana como jugado en el [4 de fin de semana 22.] La banda filmó un video musical de su canción "Never Alone" para la versión en estaciones de radio y canales de video música televisión, pero no de éxitos en las listas generales.
Los miembros de BarlowGirl fueron los embajadores de la juventud para el Día Nacional de Oración en el 2007. Se grabó la canción "Oremos" (escrita por Clint Lagerberg y Otto Price) para el evento, junto con otros artistas como Rebecca St. James. La canción está disponible en la versión de la familia cristiana en exclusiva de su disco homónimo.
Another Journal Entry también fue lanzado como Another Journal Entry: Special Edition, que incluye una mezcla de radio de "Never Alone".

## Another Journal Entry: Expanded Edition
El segundo álbum de BarlowGirl fue relanzado en agosto de 2006, como Another Journal Entry: Expanded Edition. Cuenta con todos los 11 temas de otra entrada Oficial y cinco bonus tracks, tres versiones acústicas de temas anteriores ( "On My Own", "I Need you to Love Me", "Porcelain Heart"), una versión radio edit de "Never Alone "y una nueva canción," por la belleza de la Tierra ", que fue incluido en la banda sonora de la película de 2006 The Nativity Story). También se incluye en el CD de mayor era su "Never Alone" music video. Un "Fan Pack" también fue liberado, con una prima más que el libro de música y etiqueta.

## How Can We Be Silent
BarlowGirl nuevo grabado con el productor Otto Price por su tercer álbum de estudio ¿Cómo podemos permanecer en silencio. El álbum fue lanzado el 24 de julio de 2007. ¿Cómo podemos ser Silent debutó en el # 1 en el Billboard Chart cristiana, y en el álbum # 40 del Billboard Top 200. Fue el primer álbum de una banda de rock femenina para alcanzar el top 40 en el Billboard 200, ya que "todo" de The Bangles en 1989. El CD también fue lanzado en un formato de edición especial que viene con un DVD con los videoclips de sus éxitos anteriores "Never Alone" y "I Need You To Love Me", más de 90 minutos de material extra, y entrevistas personales con los tres miembros de la banda. BarlowGirl se asoció con su viejo productor Otto Price.
El primer sencillo del álbum, "Here's My Life", fue lanzado en junio de 2007. Su segundo sencillo, "Million Voices", fue lanzado a la roca de radio de unas pocas semanas más tarde. El tercer sencillo, "I Believe In Love", fue lanzado el 8 de octubre de 2007.

## Home for Christmas
BarlowGirl anunció en su podcast en línea oficial de que estaban de vuelta en el estudio de grabación de un álbum de Navidad a mediados de 2008. Home for Christmas fue puesto en libertad el 26 de septiembre de 2008 en los EE. UU. y otros países. La canción "Carol of the Bells / Sing We Now of Christmas" en el álbum se convirtió en uno de los 20 mejores canciones de Navidad más descargados en iTunes sección de vacaciones en un momento en el 2000.

## Love & War
Love & War, fue liberado el 8 de septiembre de 2009. "Beautiful Ending" es sencillo principal del álbum.

## Our Journey…So Far
Para conmemorar sus 10 años de trayectoria artística, BarlowGirl decidió sacar un álbum compilatorio con sus mejores canciones. El trabajo que además contenía un DVD y un libro de fotos, fue liberado el 14 de septiembre de 2010.

## Hope Will Lead Us On y retiro de la música
Luego de un tiempo de silencio, BarlowGirl anunció en su página web que se retiraba de la música para dedicarse a ministerios en su iglesia y a sus vidas personales. El 29 de octubre de 2012, se presentaron en un video stream a sus fanes. Respondieron preguntas, cantaron en línea algunas de sus canciones y le dijeron adiós a la música. También presentaron su última canción llamada "Hope Will Lead Us On", que la subieron al día siguiente a su cuenta Youtube.

## Estilo musical
BarlowGirl se define como una banda de rock cristiano. Su estilo incluye tres partes armónicas mezclado con guitarras de rock. Sus canciones van desde baladas hasta el rock de guitarra.

## Filosofía de BarlowGirl
La banda ha ganado muchos seguidores con su mensaje de Romanos 12:2 "No os conforméis más en el patrón de este mundo, sino de transformarse por la renovación de su mente. Entonces usted será capaz de comprobar cuál es la voluntad de Dios - buena, agradable y perfecta ". (NVI) La banda de los defensores de espera en el tiempo de Dios sobre las relaciones románticas. Fueron citado diciendo, "Creemos que Dios tiene un hombre perfecto ya escogido para nosotras, por lo tanto no tenemos ninguna necesidad de preocuparnos en buscarlo. Cuando sea el momento adecuado, sabemos que Dios nos reunirá. En la medida del tiempo, no estamos escondidas en un armario evitando a todos los hombres, aún estamos viviendo nuestras vidas, sin la presión de necesitar tener novio. "

## Discografía
- BarlowGirl (2004)
- Another Journal Entry (2005)
- How Can We Be Silent (2007)
- Home for Christmas (2008)
- Love & War (2009)
- Our Journey…So Far (2010)